# Pierre Jean François Vrigny
Pierre Jean François Vrigny né le 26 mai 1770 à Sées (paroisse Saint-Germain) et mort à Elbing (royaume de Prusse) le 5 janvier 1813, est un militaire français de la Révolution et de l'Empire.

## Biographie

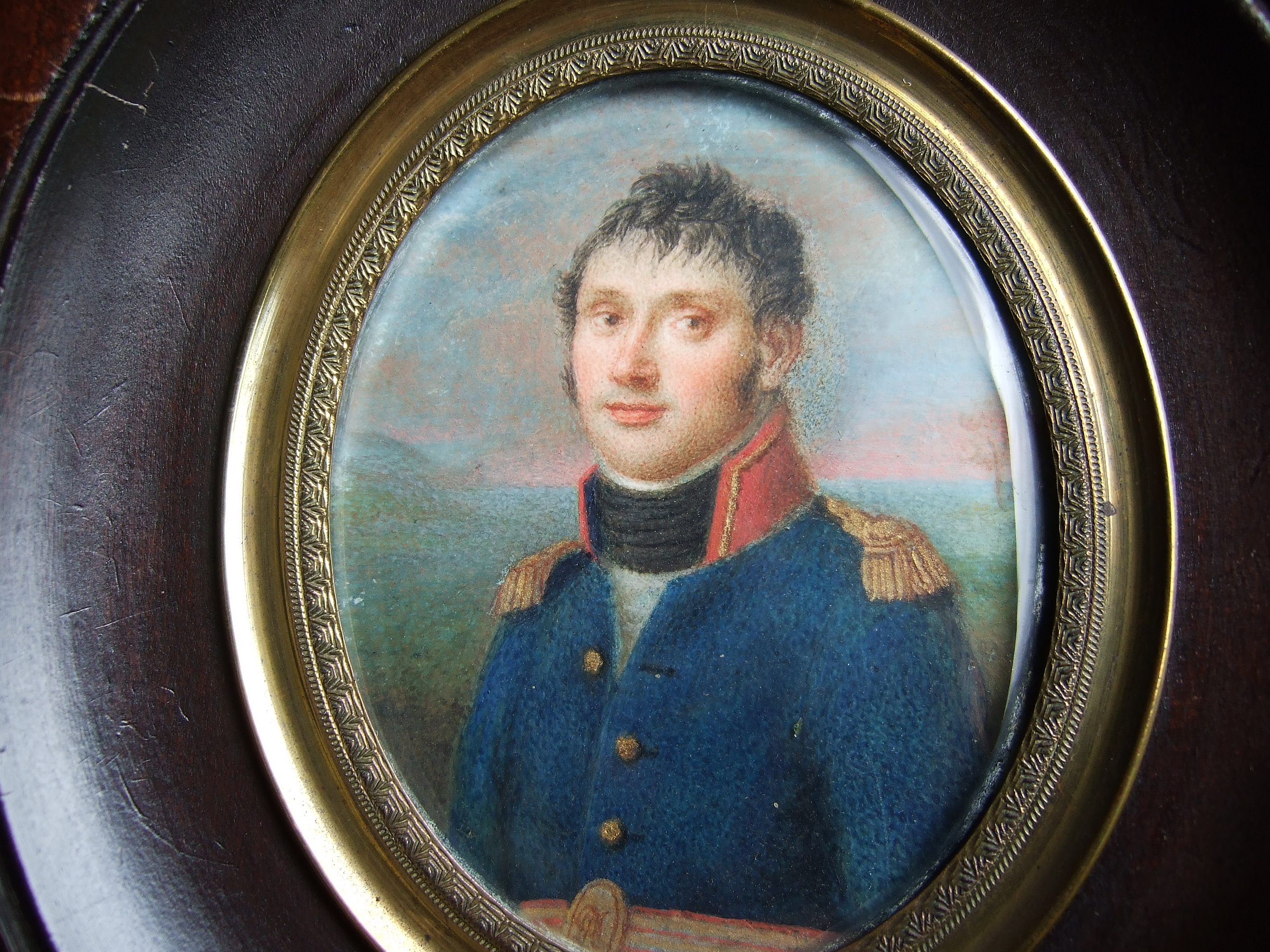

Fils de François Vrigny et  de Jeanne Huet, il eut pour parrain Pierre André Charles Pichon Conseiller du Roy et Procureur au grenier à sel de Sées et pour marraine, demoiselle Marie Françoise Catherine Hommey. Le registre est signé Des Genettes, prêtre curé de Saint-Germain-de-Sées.
Il s'engage dans un bataillon de Volontaires nationaux le 15 septembre 1792, et tel devait être son ascendant moral ainsi que son prestige physique - car il est décrit fort en couleur et fortement charpenté - qu'il fut élu capitaine de la compagnie de Saint-Germain-de-Sées lorsque celle-ci intégra le 15e bataillon de réserve de volontaires nationaux, bataillon fondu lui-même dans la 163e demi-brigade de bataille.
De 1792 à 1796, dans l'armée du Nord, il participe à toutes les campagnes : Valmy, Jemmapes, Wattignies, Geisberg, Fleurus,  Hondschoote et aux rives du Helder et en janvier 1795 applaudit lors de la prise de la flotte hollandaise gelée par ses compagnons hussards.
Le 22 septembre 1796, il est toujours à la 163e demi-brigade qui devient peu après le 36e demi-brigade de ligne qui sera incorporée  dans l'armée de Sambre-et-Meuse avec laquelle il fait les campagnes de 1797 et 1798. En 1799 et 1800, il participe aux campagnes d'Italie et d'Helvétie. À la bataille de Bergen il reçoit une balle au travers de la cuisse gauche et à Glaris en 1799, il en reçoit deux dans le côté droit. Puis faisant partie du corps de Desaix il est à Marengo. 
Le 15 septembre 1802 (28 fructidor an X), il lui est décerné un Sabre d'honneur, "Pour s'être conduit avec une grande distinction aux armées d'Allemagne et d'Helvétie". Le 14 juin 1804, il fait partie des premiers décorés de la Légion d'honneur. Il est promu officier de la Légion d’honneur le 15 avril 1805. Le 30 mai 1805, il passe à la Garde impériale en tant que capitaine au 1er régiment des Conscrits. Il est à  Austerlitz. Le 1er mai |1806, il est nommé chef de bataillon.
Il part pour les campagnes de 1806-1807 et s'illustre à Iéna, Friedland et Tilsitt. À la bataille de Moesskirch, il fait 1 200 prisonniers y compris les officiers. À l'affaire de Kaisheim (Souabe), il est cerné avec ses trois compagnies par un régiment de hussards ennemis. Il forme le carré, soutient trois charges et oblige ses adversaires à faire retraite tout en tuant et blessant 30 hommes et fait douze prisonniers.
En 1808, il part pour l'Espagne et parcourt la péninsule : marche sur Madrid, sur l'océan, abominable traversée du Guadarrama. Le 5 avril 1809, il est nommé Colonel-Major, commandant du 3e Régiment des Voltigeurs de la Jeune Garde. Ensuite, c'est pour lui les nouveaux champs de bataille :  Eckmühl, Essling et Wagram. Il se repose à Schönbrunn et parade au Prater. L'Empereur le crée baron de l'Empire par décret du 15 mars 1810, signé au château de Saint-Cloud. En 1810 et 1811, il repart pour l'Espagne dans le corps du Maréchal Soult puis au Portugal avec Masséna.
Rentré en France le 7 septembre 1811, il est promu colonel-major du régiment des Fusiliers-Chasseurs de la Garde. Ce corps faisait partie de la Maison militaire de l'Empereur - (cf. Almanach impérial de 1812 p. 93). Il est en Russie en 1812 : Mojaïsk, Valoutina, la Moskova puis la prise de Moscou. Après l'incendie de la ville, commence la retraite de Russie. Exténué, il passe la Bérézina et alors commence son agonie debout tout en marchant. Il traverse la Pologne, pénètre en province de Prusse-Orientale en traînant toujours son sabre d'honneur - dont il ne s'est jamais séparé - et tombe à Elbing où il est aussitôt fait prisonnier et hospitalisé.
Il meurt le 5 janvier 1813, et est enterré anonymement dans une fosse commune.

## Sources
- A. Lievyns, Jean Maurice Verdot, Pierre Bégat, Fastes de la Légion-d'honneur, biographie de tous les décorés accompagnée de l'histoire législative et réglementaire de l'ordre, Tome 2, Bureau de l’administration, 1842, 344 p. (lire en ligne), p. 215.